# Iglesia-Mundo
La revista Iglesia-Mundo -al igual que "¿Qué pasa?" y El cruzado español- apareció en España en los años 70, auspiciada por el obispo José Guerra Campos y el almirante Luis Carrero Blanco, como respuesta a la política de Pablo VI y el nuncio Luigi Dadaglio, quienes por medio del cardenal Tarancón trataron de introducir en España las reformas del Concilio Vaticano II una de cuyas consecuencias lógicas era la independencia de la Iglesia española respecto al régimen de Franco para preparar la democracia.
La directora fue Rosa-María Ménendez y Ricardo Pardo Zancada, militar conocido por su participación en el 23-F.
- Datos: Q5908966